# 安東街臨時遊樂場
安東街臨時遊樂場（英語：On Tung Street Temporary Playground）是香港一個臨時遊樂場地，位於大嶼山東涌新市鎮，座落於安東街近東涌消防局及大嶼山北警署。本遊樂場於2003年9月26日（星期五）揭幕，場地設施只有一個七人硬地足球場，供給所有東涌新市鎮居民和機場員工使用，故此一直深受愛戴，使用率極高。開放時間為每日早上七時正至傍晚六時正，其後因場地欠缺照明系統，地區人士極力爭取以延長開放至晚間時份。
文東路公園和東涌北公園先後於2000年代後期落成，舒緩了新市鎮居民對康樂及體育設施的渴求，臨時遊樂場已於2009年年底停止運作，騰出土地以興建北大嶼山醫院。

## 鄰近地方
- 裕東苑
- 富東邨

## 資料來源
- 康樂及文化事務署－新聞公佈
- 離島區議會會議記錄[永久]